# Horario central
El horario de máxima audiencia, horario estelar, horario central o prime time es una franja de tiempo dedicada a programación exclusivamente para la familia, aunque en distintos países varía el tipo de programación familiar y el horario en que se transmite.

## Elhorario centralpor país

### Argentina
En Argentina, el horario central comienza a las 8:00 p.m. con la transmisión de los noticieros centrales de los canales en televisión abierta y en televisión por suscripción. Entre las 9:00 p.m. y las 10:00 p.m. comienza el primetime propiamente dicho, con el inicio de las telenovelas y miniseries de más éxito en cada uno de los canales de TV abierta (América TV, Telefe, Canal 9, El Trece, NET TV y TV Pública). 
Entre las telenovelas más exitosas emitidas en el horario central se encuentran Dulce amor, Solamente vos, Campeones de la vida, Graduados, Amigos son los amigos, Los Únicos, El Elegido, Padre Coraje, Sos mi vida, Montecristo, Botineras o Valientes.
Gracias a concursos fomentados por INCAA y el Gobierno, se afianzó la calidad de las ficciones en formato unitario (es decir, con emisión semanal). Los cinco canales principales de televisión abierta emitieron una gran cantidad de miniseries de gran producción, en horario central. Entre ellas, se destacan El hombre de tu vida, Hermanos y detectives, Mujeres asesinas, Los simuladores, Todos contra Juan, La celebración, entre otras.
Por último, en el horario central también se emiten programas de concursos y entretenimiento (como La voz Argentina, Bailando por un sueño, Elegidos: la música en tus manos), y programas de interés general como el de Susana Giménez. Las galas de los reality shows como Gran Hermano u Operación Triunfo también tienen cabida en esta franja. De hecho, durante la gala final de Gran Hermano 2007, la audiencia promedio fue de 39,1 puntos, pero por momentos trepaba hasta los 50 puntos. Llegó a un máximo de 50,3 puntos y 4 868 000 de espectadores, convirtiéndose en el momento televisivo más visto de la televisión argentina.
La franja del horario central concluye aproximadamente a las 0 hs., con el inicio de los resúmenes de noticias o, en algunos casos, programas de interés como late-nights. 
En conclusión, la audiencia en la franja del primetime en Argentina ha dado un giro en los últimos años: de ser liderada históricamente por las telenovelas, logrando altísimos niveles de, como en el caso de Resistiré y Montecristo, ambas de Telefe, con picos de 40 puntos en ambos casos; a ser liderada, desde los años 2007 y 2008 por shows de entretenimiento, como Showmatch, de El Trece. 
La audiencia del horario central en Argentina es medida por IBOPE.
En 2012, a diferencia de años anteriores, una serie de ficción vuelve a ser el programa más visto en esa franja. Es el caso de Graduados, Telefe, con promedios que superan los 25 puntos de cuota, logró ganarle a Showmatch, convirtiéndose en la serie más vista en Argentina. Dichos programas se encontraban por fuera del horario de protección al menor, que corre desde las 22 hasta las 6 hs.

### Bolivia
En Bolivia, el horario central comienza a las 9:00 p.m. y finaliza a las 12:00 a.m. medianoche de domingo a jueves. Los viernes y sábados llega a acabar a la 1:30 a.m. ATB es la primera cadena en introducir, en Bolivia, el access prime time de 9:00 p.m. a 9:30 p.m. También hay un segundo horario central en la sobremesa, después de los telediarios de 1:00 p.m. donde se transmiten programas de gran audiencia como Al fondo hay sitio en Unitel y programas de entrevistas en PAT y Uno.

### Colombia
Con el paso de los años, y acorde a directrices establecidas por la Comisión Nacional de Televisión (primero) y la Autoridad Nacional de Televisión (después), y siguiendo las tendencias de medición de audiencia a través de los años, Colombia ha tenido un horario central configurado entre las 7:00 p.m. y las 12:30 a.m. de lunes a viernes. Cabe aclarar que se usa indistintamente los conceptos horario AAA y franja prime, porque por reglamentaciones legales son lo mismo. Una costumbre clara es que, a las 7:00 p.m., se transmiten los noticieros centrales de los canales de televisión. Estos, anteriormente, solían ser el Noticiero 24 Horas o el Noticiero de las 7; actualmente, son las ediciones de Noticias Caracol y Noticias RCN. Durante los años 1990, los informativos duraban media hora, dando paso a programas de opinión, periodísticos, del Gobierno, o series. Con el lanzamiento de los canales Caracol Televisión y RCN Televisión, el horario de noticias se extendió a los 60 minutos actuales, que dio origen a otra costumbre nacional: telenovelas a las 8:00 p.m. (que también pasaron de durar 30 a 60 minutos), de corte más familiar y humorístico.
En los años 1990, cuando se incentivó la competencia de programadoras entre el Canal Uno y el Canal A, la franja de 8:30 p.m. a 9:30 p.m. pasó a ser terreno de grandes series nacionales como Señora Isabel, La alternativa del escorpión, Cazados o La mujer del presidente, entre otras. Se dividía la franja en dos bloques de 30 minutos para la emisión de otros programas. Con el lanzamiento de los canales de televisión privada, se empezó a llenar el horario con telenovelas más serias que las emitidas a las 8:00 p.m., siendo además, una de las franjas más vistas en la televisión nacional.
Acto seguido, durante los 1990 hubo un segundo boletín de noticias en pleno horario estelar de las 9:30 p.m. (costumbre heredada desde los años 60), en donde el Noticiero CM& y QAP Noticias incluso conseguían más audiencia que los noticieros de las 7:00 p.m. Caracol y RCN mantuvieron la práctica hasta que los noticieros tradicionales perdieron audiencia, o simplemente desaparecieron; para 2019, la franja hace parte de la hora completa de las 9:00 p.m. Franja que, además, también ha acogido telerrealidad y en menor medida, concursos.
Si bien en años anteriores (entre 2001 y 2002), la última media hora del horario central, a las 10:00 p.m., se confundía con la franja nocturna de las 10:30 p.m., con telenovelas principalmente. Para 2019, se diferencia el horario con telenovelas de media hora. Anteriormente, en la década de 1990, estas telenovelas eran las más vistas del país. En 2008, las últimas ediciones de Noticias Caracol y Noticias RCN fueron a las 10:00 p.m., siendo luego gradualmente desplazadas al late night.
Los fines de semana, el horario central va oficialmente de 7:00 p.m. a 10:00 p.m., aunque los programas se confunden en la franja y terminan acabando incluso a las 12:00 a.m. medianoche.
En términos de audiencia, durante los años 1990, Canal A solía superar al Canal Uno hasta 1999, cuando RCN y Caracol tomaron la delantera, siendo Caracol el que ha liderado la mayoría de veces. Entre 2000 y 2004, los canales estatales sufrieron la peor crisis económica de su historia, lo que causó que sus programas desaparecieran de los listados de audiencia. Durante años, los programas más vistos coinciden con las telenovelas (Betty, la fea, A corazón abierto, Pasión de gavilanes o Escobar, el patrón del mal), quedaban relegados a un segundo plano los programas de telerrealidad (como Protagonistas de nuestra tele o el Desafío) y, por último, los noticieros (salvo que haya acontecimientos graves).

### Chile
En Chile, el horario central comienza a las 9:00 p.m. y finaliza generalmente después de la 1:00 a.m.. Generalmente, en este horario se transmiten noticiero, como Tele13 de Canal 13, 24 horas de TVN, CHV noticias de Chilevisión y Meganoticias de Mega. Una vez terminados los noticieros, se da paso al informe del tiempo de cada canal, después del cual se transmiten programas de mayor rentabilidad para las cadenas televisivas.
Se transmiten programas de entretenimiento, en los que han dominado los programas de telerrealidad. También existen programas de contingencia, algunos de corte periodístico como Contacto e Informe especial, también programas de interés general y conversación como Mentiras verdaderas, e incluso de política como Tolerancia cero, aunque no queda exenta la farándula con espacios como Primer plano o Vértigo. La producción extranjera es dominada por producciones hispanas (principalmente de Colombia y España) y, en el último tiempo, teleseries orientales (principalmente de Turquía).
La franja del horario central ha sido liderada desde la década de 2000 por las telenovelas y los programas de telerrealidad (también llamados reality shows), que han logrado altísimos niveles de audiencia, como en el caso de Alguien te mira, de TVN. A partir de 2011 y 2012, los programas más vistos se volvieron los programas de telerrealidad como Año 0, 40 o 20, Mundos opuestos y Pareja perfecta, todos de Canal 13. 
Anteriormente, programas estelares como Vamos a ver y Martes 13, así como producciones importadas como Los ángeles de Charlie y Miami Vice alcanzaron grandes niveles de audiencia antes de que la televisión abierta tomara un carácter más popular a mitad de los años 1990. Hasta ese entonces, las teleseries iniciaban a las 7:00 p.m. o 7:30 p. m., las noticias a las 8:30 p.m. y el horario estelar iniciaba a las 9:30 p.m., el cual terminaba a las 11:30 p.m. o a las 12:00 a.m. al emitirse las noticias, seguidas por los «cines de última función» (y entre 1989 y 1993, por razones de ahorro de energía las noticias se emitían a las 8:00 p. m., los estelares a las 9:00 p. m. y los canales cerraban a las 11:00 p. m.). La competencia entre las teleseries y los informativos de los canales (tras la llegada de las cadenas privadas) empujó el horario estelar a las 10:00 p. m. Una mayor demanda por programas de telerrealidad hizo que el horario central se postergara hasta las 10:30 p. m. para 2010.
En 2012, a diferencia de años anteriores, una ficción vuelve a ser lo más visto en esa franja. Es el caso de Soltera otra vez, de Canal 13, que con promedios que superan los 26 puntos de audiencia, logró ganarle a  Reserva de familia y en mayor medida a Maldita, convirtiéndose en lo más visto del año de la televisión chilena en lo que es ficción.
En 2014, se experimentó con acortar las noticias de 90 a 60 minutos, adelantándose el horario estelar a su antiguo horario de las 10 p. m. Sin esto a largo plazo, esta decisión afectó a los noticieros, ya que Chilevisión se negó a modificar la duración de su informativo, por lo que los noticieros de TVN, Mega y Canal 13 empezaron a terminar entre las 10:00 p. m. y las 10:25 p. m. sin un patrón claro. Las estaciones de menor audiencia suelen poner los informativos más temprano, La Red por ejemplo emitía sus noticias a las 8 p. m.
Cabe señalar que, en Chile, se considera como segundo horario fuerte la franja matinal de 8:00 a. m. a 2:00 p. m., donde se apuestan por la mayor cantidad de producción local que pueden tener las señales televisivas del país. Los programas más vistos de la franja son Mucho gusto de Mega, Buenos días a todos de TVN y Bienvenidos de Canal 13. Repeticiones de programas viejos han dominado al mediodía, como Romané en TVN y Los Simpson en Canal 13. Esta particularidad se debe a que en Chile el horario de trabajo empieza más tarde que lo común, y el periodo de almuerzo generalmente comprende entre 2 y 3 horas.

### Ecuador
El prime time en Ecuador, como en muchos otros países, es el periodo en el que la televisión alcanza su mayor audiencia. Este bloque horario suele estar entre las 19:00 y las 22:00 horas, cuando la mayoría de la población ya ha terminado su jornada laboral o escolar y está en casa, lista para disfrutar de la programación televisiva. Durante estas horas, las cadenas de televisión nacionales, como Ecuavisa, Teleamazonas, TC Televisión y RTS, suelen emitir sus programas más esperados y de mayor presupuesto, tales como noticieros, telenovelas, concursos y programas de entretenimiento.
En el prime time ecuatoriano, los noticieros tienen un papel central. En general, las audiencias prefieren mantenerse informadas durante este periodo, y los noticieros en Ecuador se convierten en los programas más vistos. Por ejemplo, el noticiero de Ecuavisa a las 19:00, presentado por Carlos Vera, suele ser uno de los más sintonizados en todo el país. De igual manera, el noticiero de Teleamazonas y el de TC Televisión tienen una gran audiencia, pues son los programas que proporcionan información crucial a nivel local e internacional.
Por otro lado, las telenovelas continúan siendo un pilar clave de la programación en horario estelar. La televisión ecuatoriana sigue transmitiendo producciones internacionales, especialmente de origen turco o colombiano, que son muy populares entre las audiencias locales. Un buen ejemplo de esto es la telenovela "Elif", una producción turca que, en su momento, alcanzó altos índices de audiencia en canales como Ecuavisa. Otro ejemplo es "La Voz Ecuador", emitida en un reality show de competencia musical que también ha logrado atraer grandes audiencias en su emisión en horario estelar. 
Además, los canales de televisión ecuatorianos también han apostado por la producción de eventos en vivo para mantener la atención de la audiencia en los horarios de mayor audiencia. Un claro ejemplo de esto son las transmisiones de partidos de fútbol y otros eventos deportivos, como la Copa América o los partidos de la Selección Ecuatoriana de Fútbol, que atraen a millones de televidentes durante su transmisión en horario estelar.

### El Salvador
En El Salvador por lo general los mayores niveles de audiencia se centran el la tarde-noche, sobre todo en los canales miembros de TCS (canales 2, 4, 6 y 35) con programas de concursos como A Todo o Nada El Salvador (lunes a viernes, de 6:00 p.m a 8:00 p.m ), Trato Hecho El Salvador (domingos, de 7:00 p.m a 8:00 p.m), ¿Quién Quiere Ser Millonario? El Salvador (miércoles, de 8:00 p.m a 9:00 p.m), El Número Uno El Salvador (domingos, de 8:00 p.m a 10:00 p.m) y El Número Uno Kids El Salvador (domingos, de 7:00 p.m a 9:00 p.m).
Además la emisión de noticieros Tele2 (Canal 2) en dos emisiones, a la 1:00 p.m y 7:00 p.m; Noticias 4 Vision (Canal 4), a las 12:30 m.d y 9:00 p.m y El Noticiero (Canal 6), a las 1:30 p.m y 8:00 p.m. Otro sector que destaca son los programas de entretenimiento como Tal para Cual, Domingo para Todos, Play, Ticket con Francisco Caceres, etc. 
Las telenovelas, películas y eventos internacionales tienen mucha demanda como la entrega de los premios Oscars, la Copa del Mundo, Miss Universo, etc y nacionales como Minuto a Minuto, un programa especial, que se transmite en los cuatro canales de TCS y es una alianza de los noticieros de la cadena. Este programa se transmite cuando en El Salvador ha habido un desastre natural (Terremotos y Huracanes son los más comunes) o el día de las elecciones presidenciales, legislativas, de consejos municipales o el Parlacen. Se transmite información en vivo de todo el país.
Los programas de entrevista, también tiene fuerte demanda, sobre todo para el tiempo electoral.

### España
En España, el horario central comienza bastante tarde en comparación con el de la mayoría de los países, ya que va de las 22:00 hasta la 1:00. La mayoría de los informativos en España empiezan a las 21:00 horas, siguiendo el horario central una hora después. Sin embargo, debido a la fuerte competencia en los telediarios, sobre todo entre los de las cadenas privadas, además del mayor tiempo utilizado para el regreso a los hogares y una mayor demanda por contenidos de contingencia, en los últimos años incluso se ha retrasado hasta entre las 22:40 y las 23:00. La mayoría de los canales demoraban anteriormente el horario central únicamente para evitar que sus programas estrella se enfrenten a eventos deportivos, como la Liga de Campeones de la UEFA en TVE.
En los años 1980 el horario central comenzaba a las 21:00 horas, trasladándose hasta las 21:30 a principios de los años 1990 con la llegada de las estaciones privadas. La 2 de TVE ha tratado en los últimos años de trasladar el horario central de nuevo a las 21:00 pero estos intentos por parte de estas cadenas han sido inútiles.[cita requerida] A pesar de eso, la cadena Telecinco ha logrado gran éxito con sus programas Escenas de matrimonio y Camera Café en aquellos horarios.
El inicio del horario central en España se debe también a la cultura española. El horario normal de trabajo es de 9:00 a 14:00 y luego de 17:00 a 20:00 en oposición al intervalo de 9:00 a 17:00 en otros países. Con esto, es comprensible que el horario central tenga un comienzo tardío. El programa nocturno Crónicas Marcianas a finales de los años 1990 y principios de los 2000 también ayudó a extender el horario central hasta bien entrada la madrugada, con una audiencia del 40 %, a pesar de terminar a las 2:00.
Este horario es dominado actualmente por «franjeados» de lunes a jueves. Sin embargo, la serie de Antena 3 Aquí no hay quien viva fue un éxito total de audiencia en horario central desde 2003 hasta 2006.
Una particularidad de la televisión ibérica es que, debido a los largos periodos de almuerzo, el horario matinal también tiene una mayor audiencia que la de otros países. En este horario aparecen magazines, series antiguas, telenovelas (principalmente mexicanas), noticias y programas de farándula (o «del corazón»).

### México
En México, el horario central normalmente comienza a las 7:30 p.m. y termina regularmente a las 10:30 p.m. Las cadenas principales como Las Estrellas, Azteca Uno e Imagen Televisión emiten telenovelas producidas por ellos mismos o producciones adquiridas de otros países como Turquía, Brasil, entre otros. 
A las 10:30 p.m., las cadenas de TV abierta emiten noticieros y terminan entre las 11:10 p.m. y 11:20 p.m. dependiendo del canal. Después, emiten series de comedia, programas de corte humorístico o sátira política (ejemplos como Qué importa de Imagen, Campañeando de Azteca o El privilegio de mandar de Televisa).
Los sábados no tienen un horario establecido ya que se emiten repeticiones de novelas diurnas, películas, fútbol, programas de entrevistas, box, etc. En los domingos, se transmiten programas de telerrealidad como Masterchef México o La voz México entre las 8:00 p.m. o 9:00 p.m. hasta las 11:00 p.m. (Masterchef ha llegado a emitir hasta pasadas las 12:00 a.m., una práctica no muy común para un programa de horario central en el país).

### Perú
En Perú el horario central comienza a las 6:00 p.m. y finaliza a las 10:00 p.m., generalmente los programas que ocupan este horario son programas de entretenimiento. Entre las producciones nacionales destacan Magaly TeVe, La Voz Perú y Habacilar, y teleseries de Efraín Aguilar (como Al fondo hay sitio y Así es la vida) y las producciones de Michelle Alexander (como Dina Páucar, la lucha por un sueño). A todos estos programas les siguen los noticieros.
En cuanto a la cuota de pantalla (más conocido localmente con el término inglés share), los programas de entretenimiento hacen un promedio de 14 a 30 puntos, mientras que las telenovelas obtienen de 20 a 40 puntos.

### Venezuela
En Venezuela, históricamente ha habido dos horarios centrales desde la llegada de la televisión al país a principios de la década de 1950. Estos dos horarios centrales se ubican en las tardes y en las noches, respectivamente.
En las tardes, las horas de inicio y final del horario central se han ubicado históricamente entre las 12:00 p.m. y las 4:00 p.m., mientras que, en las noches, el horario central empieza a las 7:00 p.m. y termina a las 12:00 a.m. medianoche (aunque, en los últimos años, este horario se ha adelantado a las 11:30 p.m.). Estos horarios se deben a que, tradicionalmente en la cultura venezolana, la población se levantaba muy temprano en la mañana (entre 4:30 a.m. y 6:00 a.m.) ya que la hora de entrada a los puestos de trabajo y los centros educativos se sitúa entre las 7:00 a.m. y las 8:00 a.m., y la hora de almuerzo se sitúa entre las 12:00 p.m. y las 2:00 p.m.. Muchas personas trabajan o estudian solo en el turno de la mañana (entre 7:00 a.m. y 12:30 p.m. del mediodía).
En relación con la audiencia, ambos horarios compiten con una media general similar; al igual que muchos programas en el horario de la tarde superan en cuota a los de la noche. Por ejemplo: en 2012, en Venevisión la telenovela nacional de las 2:00 p.m. Válgame Dios, obtuvo una audiencia superior (media de 6 puntos) sobre la telenovela nacional de las 9:00 p.m. Mi ex me tiene ganas (la cual obtiene una media de 5 puntos).
Para 2012, más del 50% de los programas que se transmiten en ambos horarios son telenovelas, pero también se transmiten otro tipo de programas como series, noticieros (en Venevisión y Televen) o programas de concursos y programas de entrevistas (solo Televen).